# Cumberland (Indiana)
Cumberland es un pueblo ubicado en el condado de Marion en el estado estadounidense de Indiana. En el Censo de 2010 tenía una población de 5169 habitantes y una densidad poblacional de 965,07 personas por km².

## Geografía
Cumberland se encuentra ubicado en las coordenadas 39°47′11″N 85°57′0″O / 39.78639, -85.95000. Según la Oficina del Censo de los Estados Unidos, Cumberland tiene una superficie total de 5.36 km², de la cual 5.33 km² corresponden a tierra firme y (0.48%) 0.03 km² es agua.

## Demografía
Según el censo de 2010, había 5169 personas residiendo en Cumberland. La densidad de población era de 965,07 hab./km². De los 5169 habitantes, Cumberland estaba compuesto por el 76.98% blancos, el 16.81% eran afroamericanos, el 0.6% eran amerindios, el 0.91% eran asiáticos, el 0.1% eran isleños del Pacífico, el 2.32% eran de otras razas y el 2.28% pertenecían a dos o más razas. Del total de la población el 5.26% eran hispanos o latinos de cualquier raza.